# Don King - Una storia tutta americana
Don King - Una storia tutta americana (Don King: Only in America) è un film per la televisione del 1997 diretto da John Herzfeld e con protagonista Ving Rhames. La sceneggiatura del film scritta da Kario Salem si basa sul libro di Jack Newfield Only in America: The Life and Crimes of Don King. Il film è incentrato sulla vita del famoso manager pugilistico Don King.

## Riconoscimenti
- 1997 - Satellite Award
  - Miglior miniserie o film per la televisione
  - Miglior attore non protagonista in una miniserie o film per la televisione a Vondie Curtis-Hall
  - Nomination Miglior attore in una miniserie o film per la televisione a Ving Rhames
- 1998 - Golden Globe
  - Miglior attore in una mini-serie o film per la televisione a Ving Rhames
  - Nomination Miglior mini-serie o film per la televisione
- 1998 - Premio Emmy
  - Miglior film per la televisione a Thomas Carter e David Blocker
  - Migliore sceneggiatura per una miniserie o film per la televisione a Kario Salem
  - Nomination Miglior regia per una miniserie o film per la televisione a John Herzfeld
  - Nomination Miglior attore in una miniserie o film per la televisione a Ving Rhames
  - Nomination Miglior casting per una miniserie, film o speciale a Robi Reed-Humes
  - Nomination Migliori acconciature per una miniserie o film a Leonard Drake, Pauletta O. Lewis e Alan Scott
  - Nomination Miglior montaggio video per una miniserie o film single-camera a Steven Cohen
  - Nomination Miglior montaggio audio per una miniserie, film o speciale a J. Paul Huntsman, Gloria D'Alessandro, Carin Rogers, George Nemzer, Timothy A. Cleveland, Mark L. Mangino, Paul J. Diller, Michael E. Lawshe, Karyn Foster, Terry Wilson, Dale W. Perry e Joseph T. Sabella
- 1998 - Directors Guild of America
  - Outstanding Directorial Achievement in Dramatic Specials a John Herzfeld, Charles Skouras III, James M. Freitag e Martin Jedlicka
- 1998 - Broadcast Film Critics Association Award
  - Miglior film per la televisione
- 1998 - Peabody Award a HBO Pictures e Thomas Carter Company
- 1998 - American Cinema Editors
  - Eddie Award for Best Edited Two-Hour Movie for Non-Commercial Television a Steven Cohen
- 1998 - Screen Actors Guild Awards
  - Nomination Screen Actors Guild Awards per il migliore attore protagonista – Film tv o miniserie a Ving Rhames
- 1998 - Writers Guild of America Award
  - Nomination Writers Guild of America Award Best Long Form - Adapted a Kario Salem
- 1998 - NAACP Image Award
  - Nomination Image Award per il miglior attore protagonista in un film per la televisione o miniserie a Ving Rhames
- 1998 - Motion Picture Sound Editors
  - Nomination Best Sound Editing - Television Movie of the Week - Effects & Foley
  - Nomination Best Sound Editing - Television Movies of the Week - Dialogue & ADR